# Daniel Bautista Pina
Daniel Bautista Pina (* 25. Februar 1981 in Sevilla), kurz Dani Bautista, ist ein ehemaliger spanischer Fußballspieler.

## Spielerkarriere
Der gebürtige Andalusier Dani Bautista startete seine Karriere als Profifußballer in seiner Heimatstadt beim FC Sevilla. Nach zwei Jahren als Stammspieler verließ er aufgrund der starken Konkurrenz jedoch Sevilla, um beim Zweitligisten SD Eibar anzuheuern. Bei den Basken konnte er an die Leistungen in Sevilla anknüpfen.
Anschließend bekam er die Möglichkeit zum Erstliga-Absteiger Celta Vigo zu wechseln, jedoch kam er in keinem Ligaspiel für die Galicier zum Einsatz, weshalb er den Verein bereits nach einem halben Jahr wieder verließ. Im Januar 2005 unterschrieb er einen Vertrag bei Zweitliga-Konkurrent Ciudad de Murcia. Im Sommer desselben Jahres folgte Dani Bautistas Transfer zum Aufstiegsfavoriten Recreativo Huelva. Schon im ersten Anlauf stieg er mit den Andalusiern in Liga 1 auf. Von dort wechselte er 2010 für ein Jahr nach Italien zum FC Girona. Er verließ den Verein allerdings nach einem Jahr und schloss sich dem spanischen Zweitligisten UD Almería an. Dort kam er auf 23 Einsätze in der Saison, wurde aber im Anschluss erneut verkauft. Er kam im Sommer 2012 beim gerade abgestiegenen Zweitligaclub Racing Santander unter und unterschrieb dort einen Einjahresvertrag.

## Erfolge
- 2004/05 – Aufstieg mit Celta Vigo in die Primera División
- 2005/06 – Aufstieg mit Recreativo Huelva in die Primera División